# Димитар Аґура
Димитар Аґура (болг. Димитър Агура; нар. 26 жовтня 1849, с. Чешма Варуіта — пом. 11 жовтня 1911, Ясси) — болгарський історик, ректор Софійського університету.

## Біографія
Народився 26 жовтня 1849 року у селищі Чешма Варуіта, що на Бессарабії, в сім'ї болгарських переселенців. Навчався в Болграді, згодом у 1868 році закінчив семінарію в Яссах, та вивчав історію в Ясському університеті (1872). Потім працював у Бирладі учителем та шкільним інспектором в Яссах та Васлуї. Також кілька років викладав румунську мову й болгарську історію у Болградській гімназії (1875 —1878).
Після звільнення Болгарії повернувся в країну, де працював чиновником у Міністерстві внутрішніх справ (1879 —1883). В уряді Леоніда Соболєва тимчасово очолював Міністерство освіти. Після цього очолив Софійську (1884 —1885) і Пловдівську чоловічі гімназії (1885 —1889).
Після відкриття Вищої школи (нині Софійський університет Святого Климента Охридського) в 1889 став в ньому професором історії. Тричі очолював й сам університет (1889 —1890, 1892 —1895, 1907 —1908). У 1900 став дійсним членом Болгарської літературної спільноти. У 1901-у був в числі засновників болгарського історичного товариства та очолював його до своєї смерті.
Помер в Яссах в 1911, де знаходився на урочистостях, присвячених 50-річчю Ясського університету.